# گنبد ژئودزی

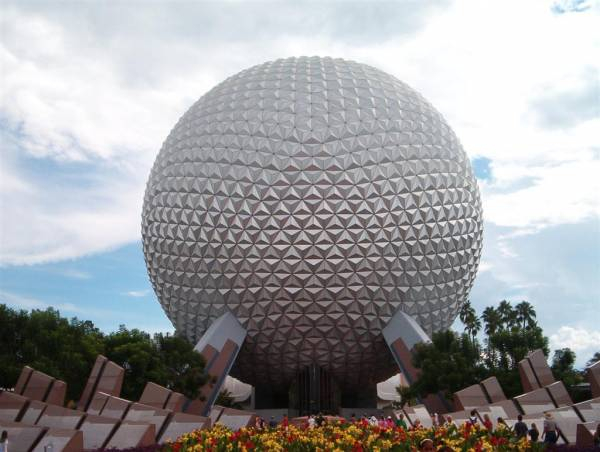
یک کره ژئودزی. سفینه فضایی زمین (نماد اپکات) در مرکز والت دیزنی

گنبد ژئودزیک یا Geodesic Dome  (یا گنبدِ ساخته‌شده با ساختار هندسیِ) دارای ساختارِی با پوسته کروی یا نیمه‌کروی یا پوسته مشبک بر اساسِ شبکه‌ای از حلقه‌های بهم پیوستهٔ بزرگ (ژئودزیک) بر روی سطحِ خود می‌باشد. گنبدهای ژئودزی از راهِ تقسیماتِ فرعی شکل می‌گیرند. چندضلعی‌ها از آن رو که -به هر روی- از مثلث‌هایی تشکیل می‌شوند، پایداریِ بیشتری دارند.
ژئودزی‌ها برای تشکیل عناصر مثلثی یکدیگر را قطع می‌کنند تا دارای استحکامِ داخلیِ بیشتر شوند و نیز قدرتِ توزیعِ تنش در سطحِ ساختارِ خود را بالا ببرند. با تقسیماتِ بیشتر در سطح، گنبدِ نرم‌تر و انعطاف‌پذیرتری به دست می‌آید.

## تاریخچه

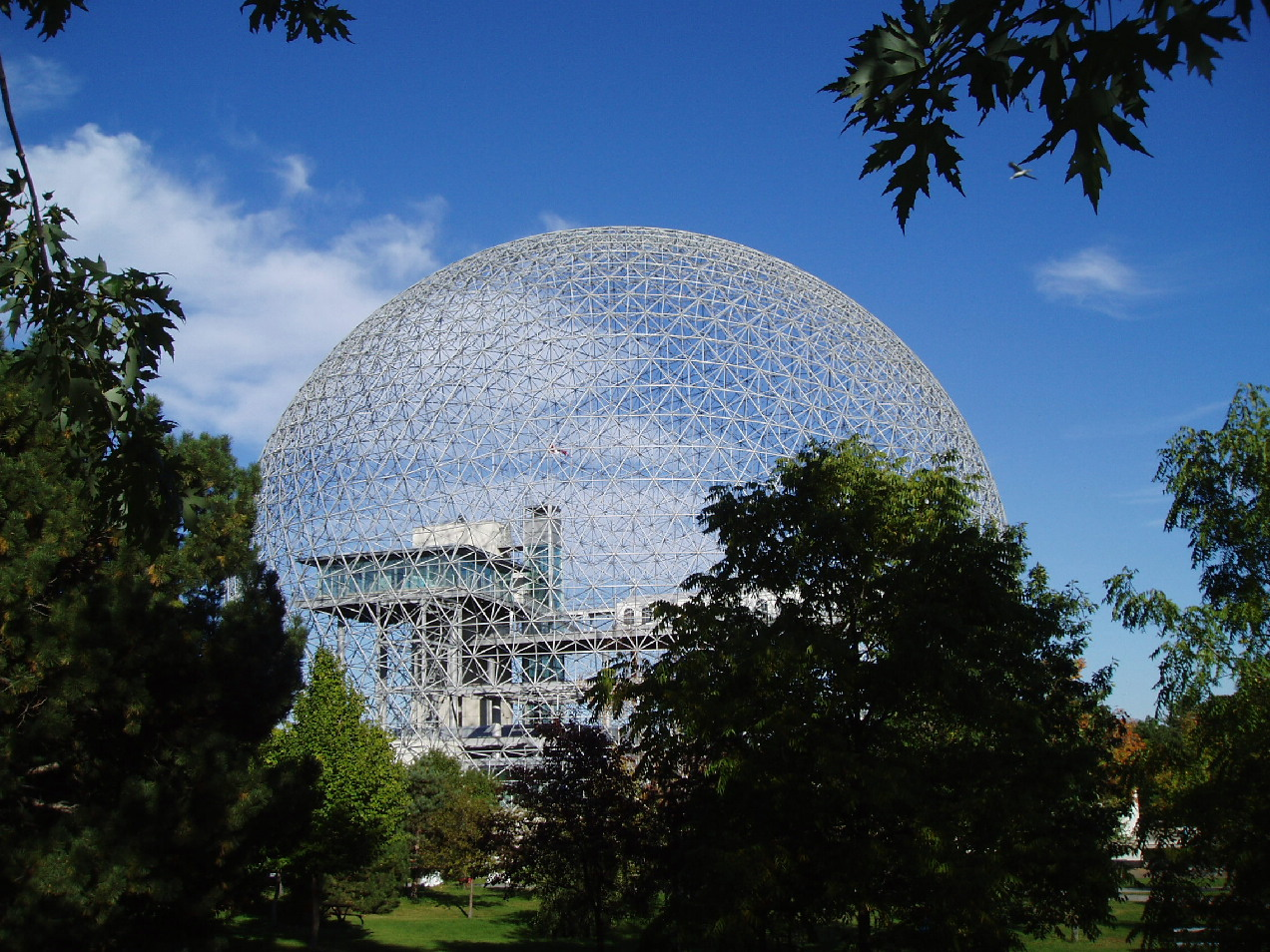
زیست کره مونترال که پیشتر غرفهٔ آمریکا در نمایشگاه اکسپو ۶۷ بود. بوسیلهٔ باکمینستر فولر، در مونترآل، استان کبک

نخستین گنبدی که می‌توان آن را ژئودزیک نامید، به وسیلهٔ والتر بائرزفلد -مهندس ارشد شرکت کارل زایس- برای یک آسمان‌نما و پس از جنگ جهانی اول طراحی شد. این گنبد، توسطِ شرکت توسطِ Dykerhoff و Wydmann بر روی سقفِ کارخانهٔ زایس در ینا (آلمان) ساخته شد و به ثبت رسید و سپس در ژوئیه سال ۱۹۲۶ برای برای بازدیدِ عموم مردم رونمایی شد.

## ژئودزیک (Geodesic)
در ریاضیات و به خصوص هندسه دیفرانسیل، یک ژئودزیک تعمیمی از مفهوم خط مستقیم به روی خمینه‌ها است. در حضور یک اتصال افاین، به صورت منحنی‌هایی تعریف می‌شوند کهبردار مماس آن‌ها در صورت ترانهاده شدن ٬موازی باقی بمانند. اگر این اتصال، اتصال لوی-چیویتا ایجاد شده توسط متریک ریمان باشد، آن‌گاه ژئودزیک‌ها (به صورت محلی) کوتاه‌ترین مسیر بین نقاط در فضا هستند.

### ژئودزیک در هندسهٔ متریک
در هندسه متریک یک ژئودزیک خمی است که که در همه‌جا به صورت محلی یک کمینه‌کنندهٔ فاصله است.

## ژئودزیک ها در نسبیت عام
یک ژئودزیک(به انگلیسی: Geodesic) در نسبیت عام، تعمیم مفهوم خط راست به فضازمان خمیده‌است. خط جهانی ذره‌ای که هیچ نیروی غیرگرانشی خارجی به آن وارد نشود، نوع خاصی از ژئودزیک است. به عبارت دیگر ذره در حرکت یا سقوط آزاد همواره در راستای یک ژئودزیک حرکت می‌کند.

## سازه‌های ژئودزی
این ساختار می‌تواند در ضمن سادگی، بزرگ‌ترین فضا را با کمترین مقدار مصالح ساختمانی محصور نماید. در سازه‌های خرپایی نیروهای وارده بر سازه، تنها به صورت محوریِ فشاری یا کششی در سراسر سازه توزیع می‌شود. ساختار خرپایی - فضایی سازه ژئودزی با الِمانهای زیاد، سبب توزیع شبکه‌ای نیروها در سرتاسر سازه و انتقال آنها به تکیه گاه‌ها شده و مقاومت این سازه را نسبت به استحکام مصالح به کار رفته در آنها در برابر بارهای وارده بسیار بالا می‌برد.
سطح نمای یک سازه ژئودزیک ۳۸ درصد یه سازه مربعی با متراژ زیربنای مشابه را تشکیل می‌دهد که این مطلب باعث شده رفتار حرارتی مناسب تری نسبت به سازه‌های غیر خطی داشته باشد.
سازه‌های ژئودزیک را می‌توان ایده‌آل‌ترین ساختار موجود در طبیعت دانست. از نظر مؤسسه آمریکایی معماران (American Institute of Architects)، سازه ژئودزیک مستحکم‌ترین، سبکترین و کارآمدترین وسیلهٔ محصورکردن فضایی است که تابه حال برای انسانها ساخته شده‌است.
گنبدهای ژئودزیک از المانهای مستقیمی تشکیل شده‌است که به آنها استرات (STRUT) می‌گویند که در نقطه‌ای به نام هاب (HUB) بهم متصل می‌شوند.
یک کره شیء ریاضی است که دارای حداکثر حجم در مقایسه با سطح آن است، لذا اگر هدف ما ساخت حداکثر حجم با حداقل هزینه باشد باید سازه ما به ساختار کروی شبیه باشد اما اما بیشتر مصالح ساختمانی به صورت قطعات صاف یا مستقیم هستند و ساخت قطعات منحنی برای ایجاد یک کره کامل نیازمند هزینه قابل توجهی می‌باشد.
هندسهٔ ژئودزیکی که در ساختمان گنبدها به کار می‌رود از تقسیمات سه تایی تکرار شونده‌ای تشکیل می‌شود که با ترکیبی از پنج و شش ضلعی‌های منتظم احاطه می‌شود.

### کاربردهای سازه‌های ژئودزیک
1. کاربرد به عنوان اقامت گاه‌های ارزان قیمت و با ساخت سریع
2. کمپها، متلها و کافه‌تریاهای فضای باز
3. کاربرد به عنوان فضاهای ورزشی مانند کمپ‌های کوهنوردی فصلی، رختکن ورزشی
4. کاربرد به عنوان سازه‌های نمایشگاهی، فروشگاه‌های فصلی و موقتی
5. کاربرد به عنوان آلاچیق‌ها و سایبان‌ها
6. کاربرد به عنوان محل برگزاری سمینارها، کلاسها و رویدادها
7. کاربرد به عنوان مقرهای فرماندهی میدانی یا مدیریت بحران
8. کاربرد به عنوان اقامت گاه‌های زمان اضطراری
9. کاربرد به عنوان بیمارستانهای صحرایی
10. کاربرد در مدارس عشایری
11. کاربرد به عنوان گلخانه‌ها، روف گاردن‌ها و باغ‌های زمستانی
12. کاربرد به عنوان مجتمع‌های گردشگری بیابانی و کویری
13. کاربرد به عنوان وسایل بازی کودکان
14. کاربرد به عنوان شبیه‌سازها، آسمان نماها و dome projection
15. کاربرد در صنعت نفت در پوشش مخازن مواد نفتی و پتروشیمی
16. کاربرد به عنوان اتاقک‌های شیلد مغناطیسی
17. کاربرد به عنوان استدیوهای آکوستیک
18. کاربرد در ساخت انبارهای مواد غذایی و سیلوها

### مزایای استفاده از سازه‌های گنبدی ژئودزی
1. در مقایسه با دیگر سقف‌ها و گنبدها از حداقل مصالح استفاده می‌شود.
2. گستردگی مصالح از چوب تا آهن و آلومینیوم و …
3. گنبدهای ژئودزیک می‌تواند فضاهای شیب دار و نامنظم را به خوبی پوشش دهد.
4. وزن سبک و استحکام و عدم نیاز به ستون در داخل آنها
5. از لحاظ ساختاری ساده و ماژولار هستند و امکان ساخت و تکثر و تعمیر و تغییر راحتی دارند.
6. می‌توانند به راحتی و در کوتاه‌ترین زمان ساخته، اسمبل و جمع شوند.
7. عدم نیاز به تجهیزات خاص برای مونتاژ
8. کاهش زباله‌های ساختمانی و مقاومت نسبت به واماندگی در برابر آتش‌سوزی
9. بهره‌وری انرژی بالا، تأثیر کم بر محیط زیست، طول عمر طولانی و عدم نیاز به تعمیر و نگهداری خاص
10. حمل و نقل آسان
11. تهویه بسیار مطبوع
12. در نرم افزارهای مدل سازی برای تولید حجم اولیه مانند : Maya , 3DsMax , و...

گنبد، بارهای وارده بر خود را از راهِ اعضای خطیِ خود به تکیه گاه‌ها و پِی منتقل می‌کند و تمامی اعضای آن، تحتِ اثرِ تنش مستقیم (چه بگونهٔ کشش یا فشار) هستند.